# Mallinella maolanensis
Mallinella maolanensis là một loài nhện trong họ Zodariidae.
Loài này thuộc chi Mallinella. Mallinella maolanensis được Jia-Fu Wang, Ran & Jun Chen miêu tả năm 1999.